# Robert Sherrod
Robert Lee Sherrod (8 de fevereiro de 1909 - 13 de fevereiro de 1994) foi um jornalista, editor e escritor norte-americano.

## Carreira
Ele foi correspondente de guerra das revistas Time Life, cobrindo combates desde a Segunda Guerra Mundial até a Guerra do Vietnã. Durante a Segunda Guerra Mundial, incorporado ao Corpo de Fuzileiros Navais dos Estados Unidos, ele cobriu as batalhas de Attu (com o Exército dos EUA), Tarawa, Saipan, Iwo Jima e Okinawa. Ele também escreveu cinco livros sobre a Segunda Guerra Mundial. Ele foi editor da Time durante a Segunda Guerra Mundial e posteriormente editor do The Saturday Evening Post, então vice-presidente da Curtis Publishing Company.

## Publicações
Além de seu trabalho como correspondente de guerra e editor, Sherrod escreveu cinco livros sobre as forças armadas, incluindo:
- Tarawa: The Story of a Battle. [S.l.]: Duell Sloan and Pearce. 1944. ISBN 0-934841-14-4

- On to Westward: The Battles of Saipan and Iwo Jima. [S.l.: s.n.] 1945

- History of Marine Corps Aviation in World War II. [S.l.: s.n.] 1952

Ele também trabalhou com a NASA em um livro sobre as missões Apollo:
- «Chapter 8: Men for the Moon — How they were chosen and trained». Apollo Expeditions to the Moon. Col: Edgar M. Cortright (editor). [S.l.]: NASA. 1975